# Berner Jura
Berner Jura (pol. Wyżyna Berneńska, fr. Jura bernois) – region w Szwajcarii, w kantonie Berno, który zamieszkuje ok. 52 000 osób. Najważniejszą miejscowością regionu jest Courtelary. 70% ludności regionu jest francuskojęzyczna, reszta mieszkańców posługuje się językiem niemieckim.

## Położenie
Region Berner Jura leży w północno-zachodniej części kraju. Na północy graniczy z kantonem Jura, na wschodzie z kantonem Solura, na zachodzie region graniczy z Francją oraz kantonem Neuchâtel, a na południu z okręgami Biel/Bienne oraz Seeland. 

## Historia
Ok. 1815 Berner Jura był przede wszystkim regionem rolniczym. Większość rolników zajmowała się hodowlą bydła oraz mleczarstwem. Zaczęto tutaj produkować sery podpuszczkowe Tête de Moine. Rolnicy kształcili się w otworzonej w 1897 r. szkole rolniczej w Porrentruy, która przeniesiona została w 1927 do Courtételle
.